# Goyang Stadium
Goyang Stadium – wielofunkcyjny stadion w mieście Koyang, w Korei Południowej. Jego budowa trwała 3 lata, a otwarcie nastąpiło w 2003 roku. Swoje mecze rozgrywa na nim drużyna Goyang Kookmin Bank oraz kobiecy klub Goyang Daekyo WFC. Obiekt może pomieścić 41 311 widzów. Stadion był jedną z aren piłkarskich Mistrzostw Świata U-17 2007 oraz Pucharu Pokoju 2007. Obiekt był także zgłoszony, jako jeden z 14 stadionów, do oficjalnej kandydatury Korei Południowej na organizację Mistrzostw Świata 2022. Kandydatura ta nie odniosła jednak sukcesu, a organizacja turnieju przypadła Katarowi.